# Örnahusen
Örnahusen är en ort i Östra Hoby socken i Simrishamns kommun, ungefär mitt på Österlens sydöstra kustremsa. Området avgränsades före 2015 till en småort för att därefter räknas som en del av tätorten Skillinge.  

## Samhället
I Örnahusen finns restaurang Jord & Bord Örnahusen, snickare, formgivare, researrangör, försäljning av indiska sjalar, grönsakshandlare (bondgården säljer säsongens grönsaker), krukmakeri och mycket mer.

## Evenemang
Varje år, oftast i juli då alla sommargäster har kommit, samlas "Örnarna" till byafest. På byvägen dukas långbord för alla boende och deras vänner. 

## Historia
Den 24 maj 1944 havererade Boeing B-17 nummer 42-107178, ett flygplan av typen Boeing B-17G Flying Fortress i havet utanför Örnahusen.